# Гайдулис, Елена Андреевна
Елена Андреевна Гайдулис (Луценко-Гайдулис) (бел. Алена Андрэеўна Гайдуліс; 27 июля 1943 — 6 июля 2009) — советская и белорусская актриса театра. Член Белорусского союза театральных актёров с 1965 года.

## Биография
Выросла в Калуге, куда переехала с матерью в 1945 году. В 1963—1970 годах служила в Калужском драматическом театре. Одновременно заочно училась в Государственном институте театрального искусства у Николая Пажитнова и Нины Михоэлс (окончила в 1968 году). В 1970-х годах работала в различных провинциальных театрах страны. В 1983—2009 года — актриса Гродненского областного драматического театра. Внесла значительный вклад в развитие театрального музея. Играла характерные роли.

## Театральные работы
- Мирандолина — («Хозяйка гостиницы» К. Гольдони)[1]
- Мария Стюарт — («Мария Стюарт» Ф. Шиллер)[1]
- Анна Николаевна Таланова — («Нашествие» Л. Леонов)
- Дама — («Тутэйшыя» Я. Купала)[1]
- Мальвина — («Нестерка» В. Вольский)[1]
- Надежда Петровна Гулячкина — («Мандат» Н. Эрдман)
- Устинья Наумовна — («Свои люди — сочтёмся» А. Островский)
- Татьяна Фёдоровна — («Ошибки молодости» К. Ласкари)
- Мария — («Деньги для Марии» В. Распутин)[1]
- Мария — («Выбор» Ю. Бондарев)
- Валентина Андроновна — («Завтра была война» Б. Васильев)[1]
- Михалёва — («Спортивные сцены 1981 года» Э. Радзинский)
- Сонечка — («Прощание» В. Арро)
- Марийка — («Солдатская вдова» Н. Анкилов)
- Евгения — («С новым годом» М. Варфоломеев)
- Марта — («Кто боится Вирджинии Вульф?» Э. Олби)[1]
- Императрица Александра Фёдоровна — («Заговор императрицы» А. Толстой и П. Щёголев)[1]
- Этель — («Босиком по парку» Н. Саймон)
- Франциска Радзивилл — («Наука любви» С. Ковалёв)
- Васса — («Человечная женщина» по «Васса Железнова» М. Горький)
- Ирина Николаевна Аркадина — («Чайка» А. Чехов)
- Королева Бона Сфорца — («Чёрная панна» А. Дударев)
- Памела — («Дорогая Памела» Дж. Патрик)
- Шарлота — («Лолита» В. Набоков)
- Госпожа Пернель — («Тартюф» Ж. Б. Мольер)
- Жозефина («Корсиканка» И. Губач)
- Мать-настоятельница[англ.] («Пьемонтский зверь» А. Курейчик)
- Софья («Татьяна» Н. Птушкина)
- Госпожа Хохлакова — («Брат Алёша» В. Розов)
- Валентина — («Звёзды на утреннем небе» А. Галин)[1]

## Награды
- Заслуженная артистка Белорусской ССР (1988)[6]
- Медаль Франциска Скорины (1997)
- Приз за лучшую женскую роль на Фестивале национальной драматургии в Бобруйске (2001)[7]
- Премия имени Игната Буйницкого (2003)
- Приз «Натхненне» за талант и многогранное творчество (2003)